# Alle Menschen dieser Erde
Alle Menschen dieser Erde bzw. Alle Menschen dieser Erde (Lied der Welt) ist ein deutschsprachiger Schlager, der 1999 vom österreichischen Sänger Freddy Quinn als Single sowie danach auf einigen Kompilationsalben veröffentlicht wurde und von Ricci Ferra und Ernst Bader geschrieben wurde.

## Text
Freddy Quinn singt in dem Lied, dass „alle Menschen dieser Erde gute Freunde sein sollen“. Alle „sollen Brüder werden, alle sich am Leben freuen“. Ein festes Band binde uns über Länder und Meere. „Jeder solle im fernsten Andern immer nur den Bruder sehn.“ Brot habe die Welt genug, wenn alle teilen würden. Der Refrain erinnert daran: „Unsre große, weite Erde, ist aller Menschen Heimatland. Ja, die große weite, Erde, ist aller Menschen Heimatland.“

## Veröffentlichung
Das Lied wurde 1999 im Musiklabel Da Music (Nummer: M-CD 870463-2) als Single in Form einer Compact Disc veröffentlicht. Das zweite Lied war Große Freiheit Nr. 7, das Quinn bereits 1984 auf dem Studioalbum Große Freiheit Nr. 7 veröffentlicht hatte.
2001 war das Lied auf dem Kompilationsalbum Wie wir ihn lieben – Folge 2, das als Vierfachalbum unter dem Musiklabel Shop24Direct (Nummer: 109 321-2) auf Compact Disc erschien.
2007 erschien im Musiklabel Ariola Express (Nummer: 88698 09367 2) das Kompilationsalbum Meine Weihnacht, auf dem Alle Menschen dieser Erde (Lied der Welt) vorhanden war. Ein weiteres Kompilationsalbum, auf dem das Lied, dieses Mal unter dem ursprünglichen Titel Alle Menschen dieser Erde, vorhanden war, ist Die Gold-Edition. Dieses Vierfachalbum mit Compact Discs erschien 2015 im Musiklabel Telamo (Nummer: 405380420226). Das phonographische Copyright und das Copyright lag bei Telamo Musik & Unterhaltung GmbH.
Unter dem Titel Alle Menschen dieser Erde war das Lied auf dem Kompilationsalbum Lieder, die das Leben schrieb verfügbar. Dieses Fünffachalbum erschien im Musiklabel Sonocord (Nummer: 302 152 4) auf Compact Disc als Boxset. Der Vertrieb geschah durch die RM Buch und Medien Vertrieb GmbH, das Design stammte von zwowzo.
Auf dem in Österreich erschienenen Kompilationsalbum Freddy Quinn – CD3 war das Alle Menschen dieser Erde (Lied der Welt) vorhanden. Das Album erschien auf Compact Disc im Label Eurotrend (Nummer: CD 141.676). Das phonographische Copyright und das Copyright lag bei Eurotrend. Die Veröffentlichung geschah durch Esplanade, Europaton, Esperanza, Chappell und Ufaton. Die Veröffentlichung geschah unter der Rechtegesellschaft Austro Mechana. Im Label Eurotrend erschien unter der Nummer cd 135.071 zudem das Sechsfachalbum Sonderedition – 120 große Erfolge auf Compact Disc, worauf Alle Menschen dieser Erde (Lied der Welt) vorhanden war.